# Крбела Вела
Крбела Вела је мало ненасељено острво у хрватском делу Јадранског мора, у акваторији града Шибеника са групом од 15 острва и острвца око Зларина. У тој групи Крубела Вела је по величини шесто острво.
Острво се налази око 3,5 км југоисточно од острва Зларина. Површина му износи 0,156 км². Дужина обалске линије је 2,17 км.. Највиши врх на острву је висок 18 метара.
Из поморске карте се види, на југозападној страни острва светионик, који шаље светлосни сигнал: R Bl 2s*. 
- (R-црвено светло, Bl-светлосни блесак (где је интервал светла краћи него интервал таме), 2s—циклус се понавља после 2 секунде паузе.